# 台灣花布
台灣花布，又名印花布、被單布或花仔布，指的是一種帶有台灣傳統紋樣的布，同時混合了大量中國、日本、西洋和台灣原住民的設計元素。台灣花布的功能繁多，可以作為任何一種裝飾性圖案使用，經常被運用在桌布、窗簾、包包、包裹物品、被子或者衣物等上面。

## 名稱
台灣花布在台灣最常用的名稱並不是“台灣花布”，而是“客家花布”。台灣花布深受台灣客家人族群的喜愛，已經成為客家文化中最顯著的代表之一。但客家花布這個名稱可能造成誤導，因為台灣的閩南人、原住民、外省人其實全都廣泛的使用過這種布料，台灣花布並不是客家人獨有的；台灣客家人的傳統布料其實是鈷藍色、藏青色、青玉色和午夜藍的，並非台灣花布現代的主流配色。

## 歷史
台灣花布最早出現在日治台灣時期，日本人看到台灣島當地的紋樣數量繁多，且俱備多種風格，故想到要讓這些紋樣商業化。恰逢當時的紡織業急需勞力，因此台灣就開始大量製造台灣花布，不僅可供台灣人自己使用，更遠銷到日本本土和滿洲國地區。台灣花布的紋樣也是受到了日本的影響，這些台灣花布由傳統的“布莊”製造。當現代工業化的“棉製”布料在日本成熟以後，台灣本土傳統布莊也進行了全面改革，改採“棉花”為原料，並且大量引進日本的技術。
1946年，日本投降於美國，標誌著第二次世界大戰的結束，中華民國順勢接手台灣。1950年代至1960年代間，隨著台灣紡織業的發達，台灣花布被大量生產出來。由於中華民國的“中國化”政策，當時台灣花布的紋樣逐漸以中國風，尤其是清朝風格和中華民國風格為主，而其它紋樣則大幅度減少了。我們現在熟知的台灣花布，其底色基本都是朱紅色或者淺藍色，並配有大朵綻放的牡丹、龍、鳳凰、睡蓮、八寶紋等紋樣，最經典的台灣花布款式就是在此時誕生的。
在1970年代後，台灣花布因為產量大、價格低、紋樣艷俗而被逐漸視為一種“廉價品”，台灣島內也有人批評它過於傳統落後，導致台灣花布的生產量大減。在1980～1990年代，時逢解嚴和台灣民主化，許多台灣本土的設計師、藝術家也會當台灣花布是一種創作題材，並且開始以台灣花布作為二創設計的靈感來源。
2000～2010年代，台灣客家人迅速復興了台灣花布的在客家人歷史中的地位，並對它進行大量的宣傳。2020年代以後，隨著“台灣本土化運動”和“文青設計風格”的興起，台灣花布開始傾向於多用西洋、日本和原住民的紋樣，並積極攝取台北故宮中保存的明朝、唐朝紋樣，呈現莊嚴豪華的配色，以擺脫之前的艷俗觀感。目前，台灣花布的紋樣已經足夠豐富，能交叉組合出上百種組合，並帶有濃厚的台灣風味。

## 台灣花布紋樣的實際案例

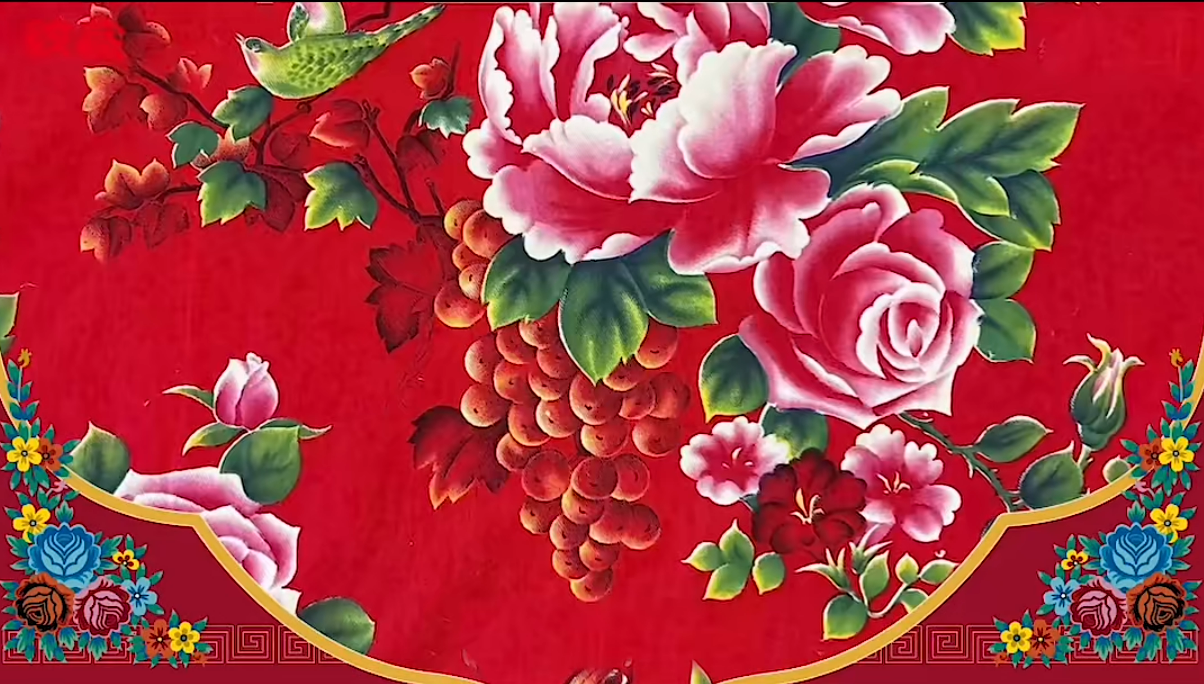
清朝統治時代的牡丹紋（客家印花布最頻繁出現的圖案）
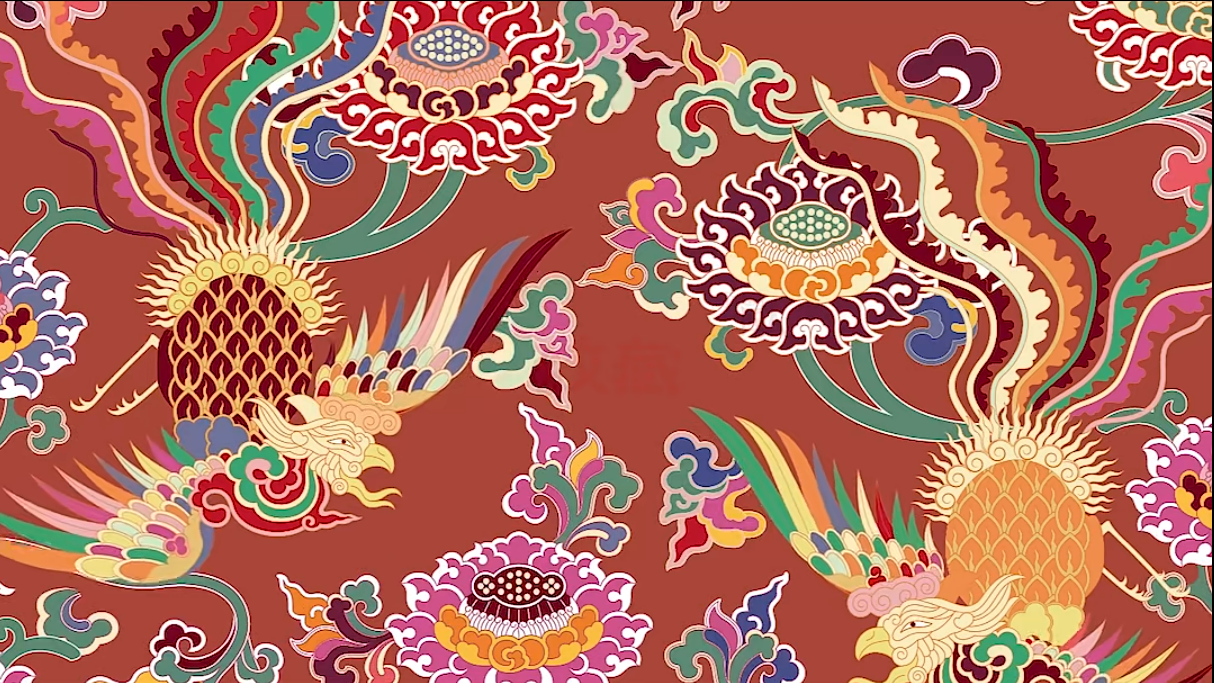
清朝統治時代的龍鳳蓮紋
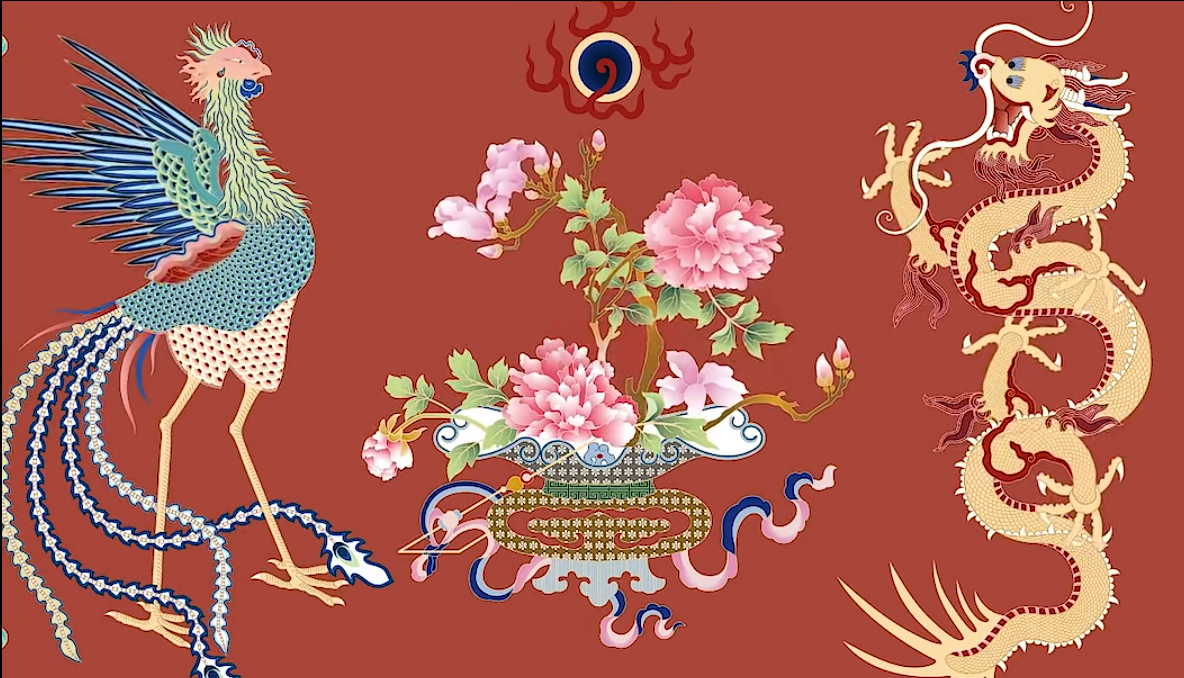
清朝統治時代的龍鳳花盆紋
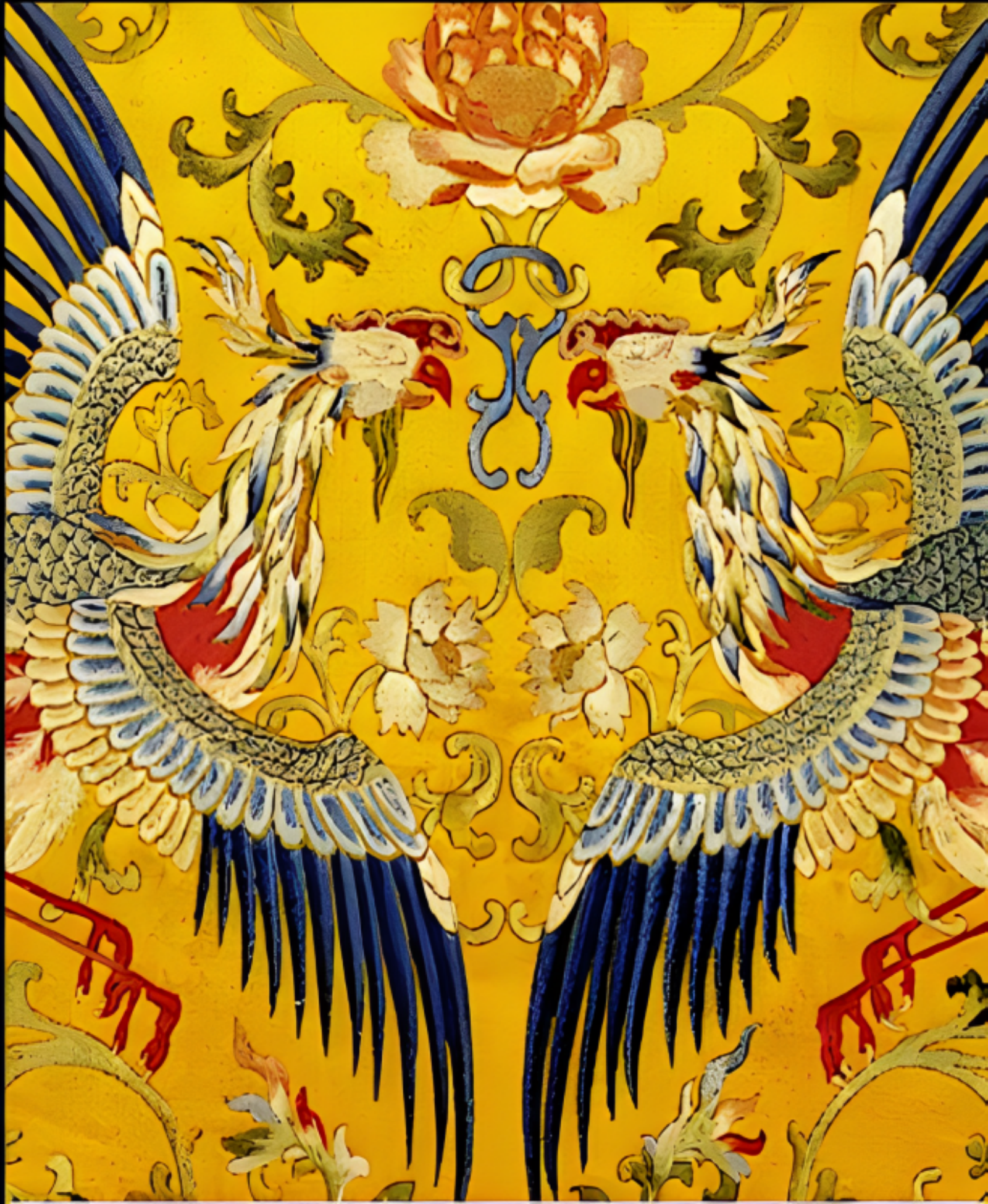
明朝統治時代的雙鳳荷紋
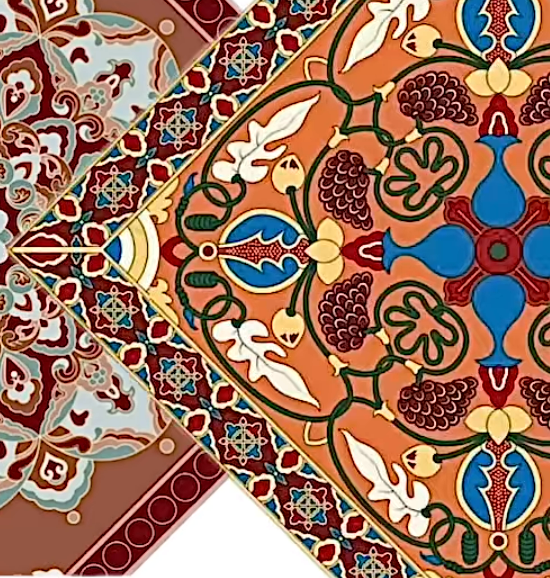
台北故宮的寶相花紋和葡萄紋
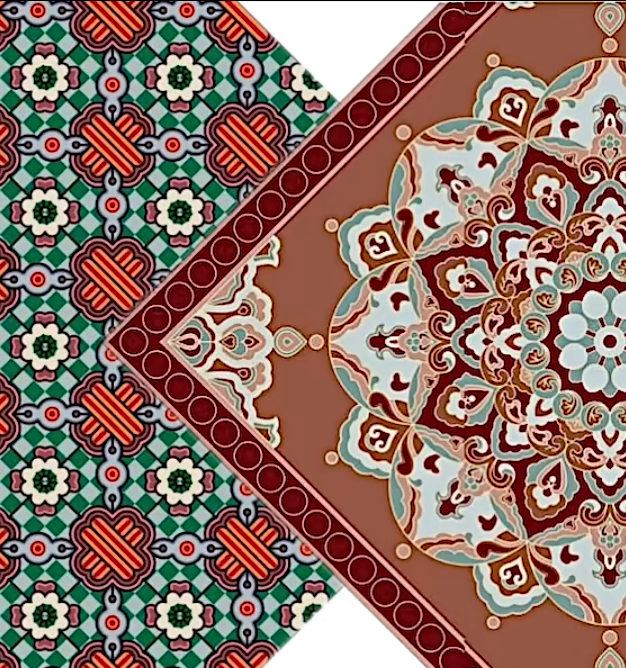
台北故宮的寶相花紋和八寶紋
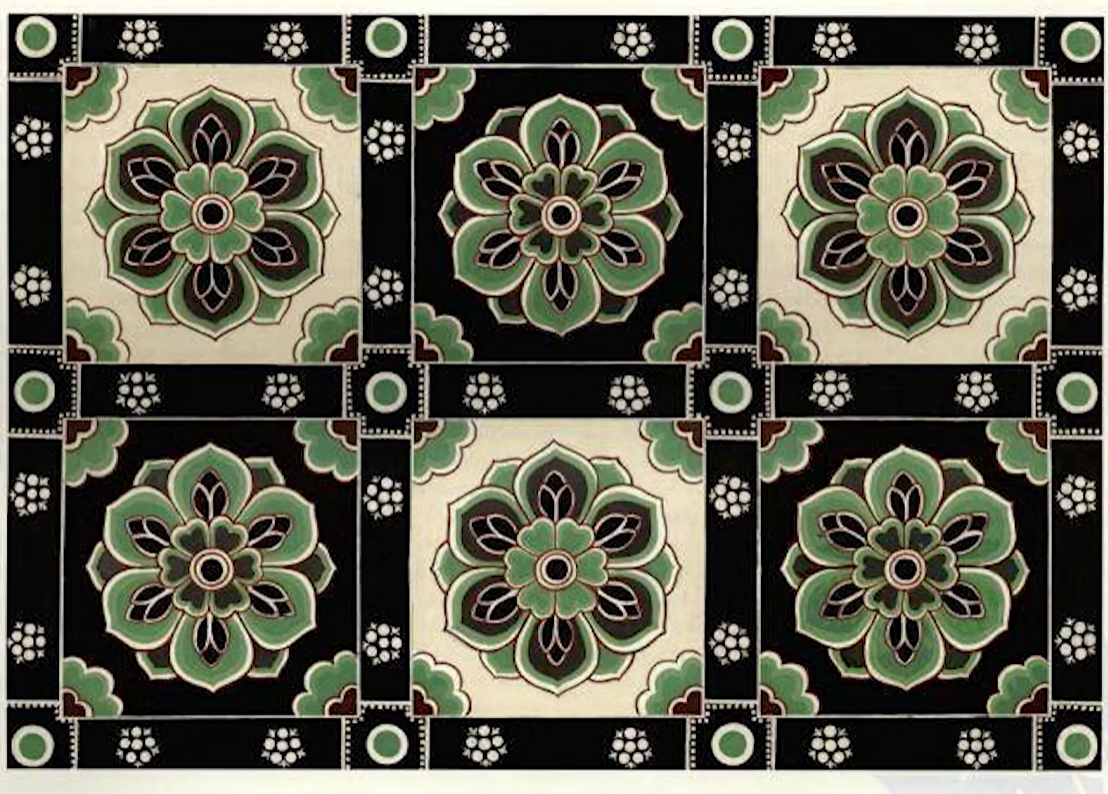
台北故宮的黑青六瓣蓮紋
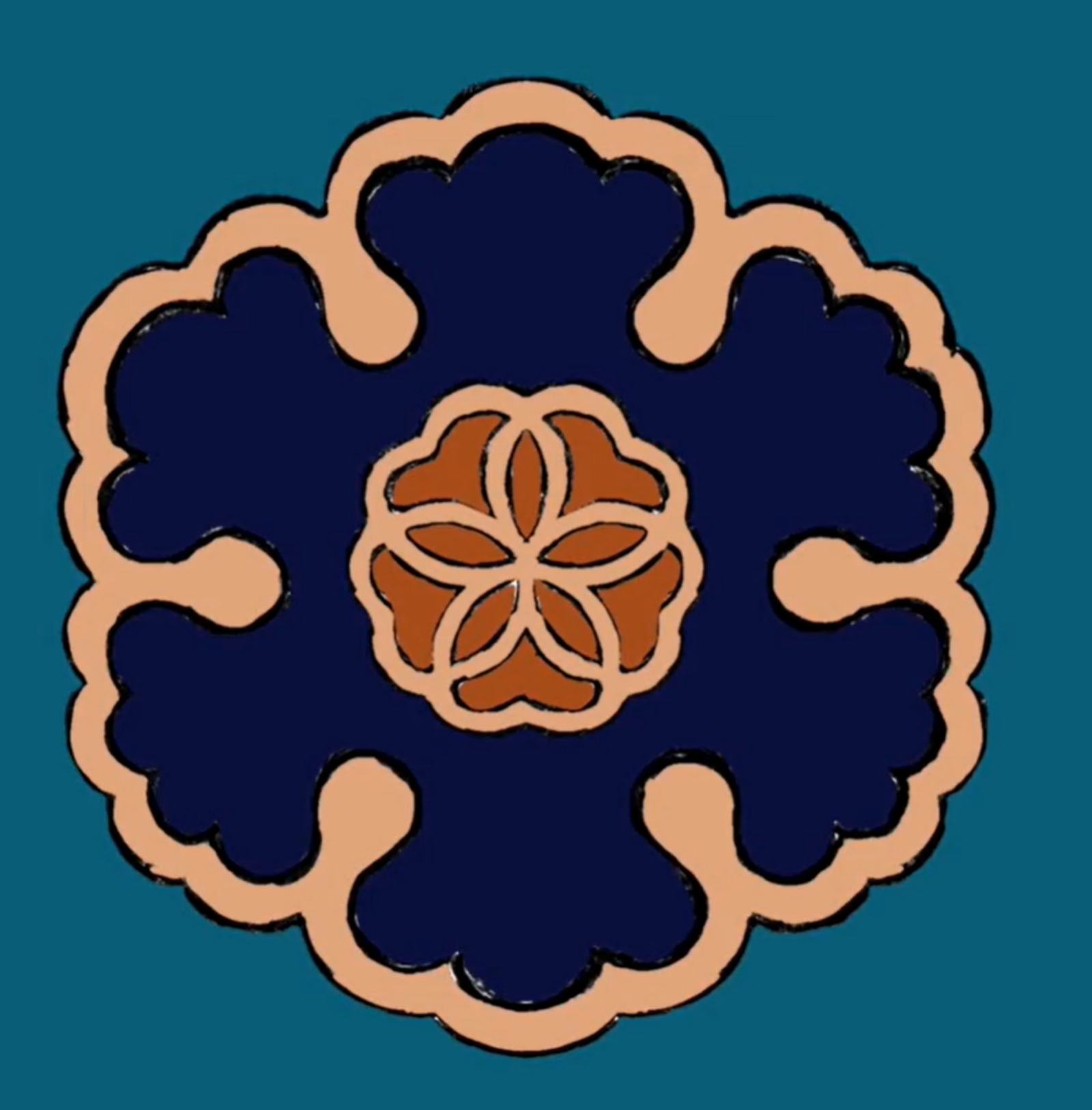
中華民國時代的梅花六瓣蓮紋
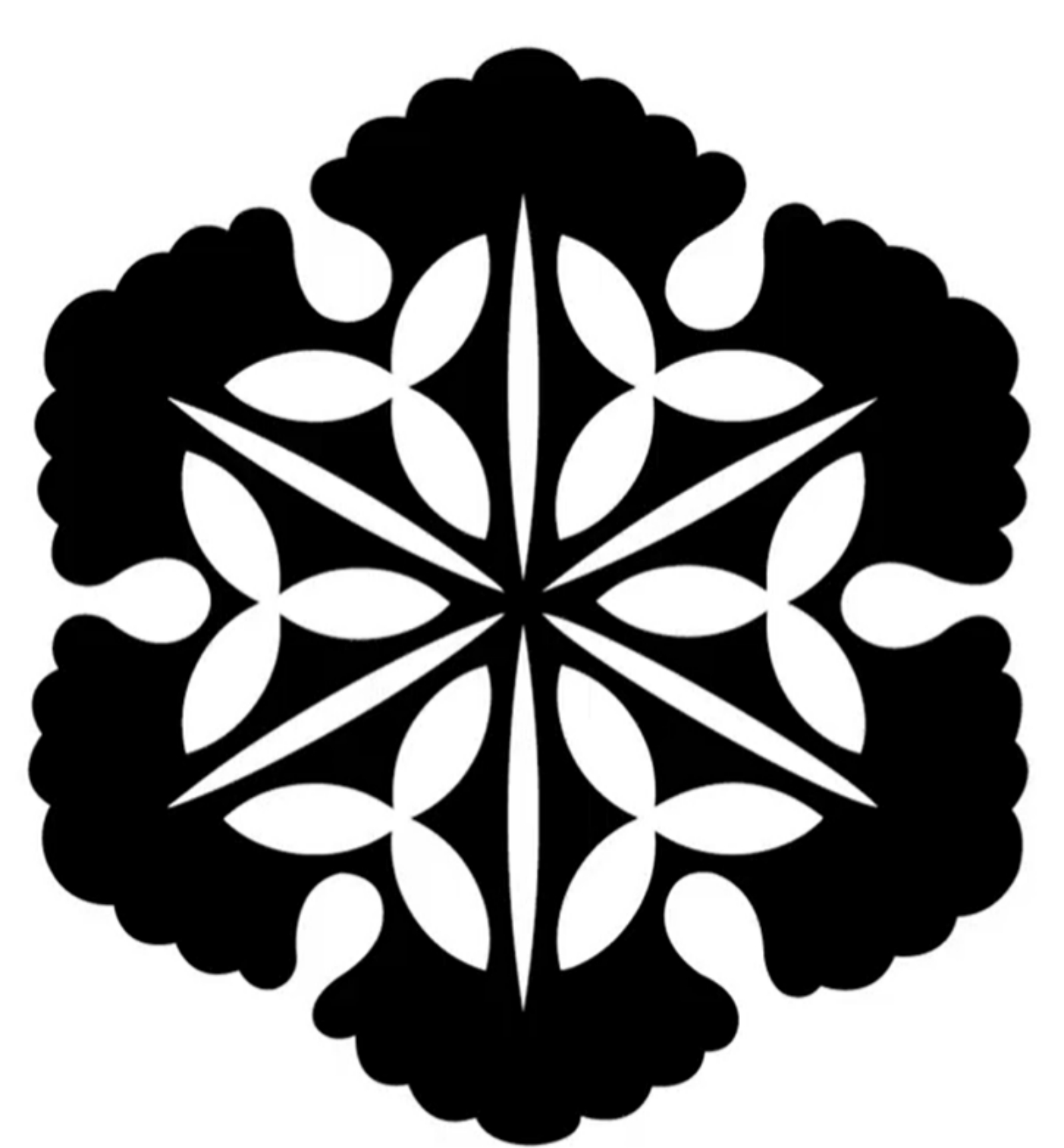
唐朝-日本混合風格的雪輪紋
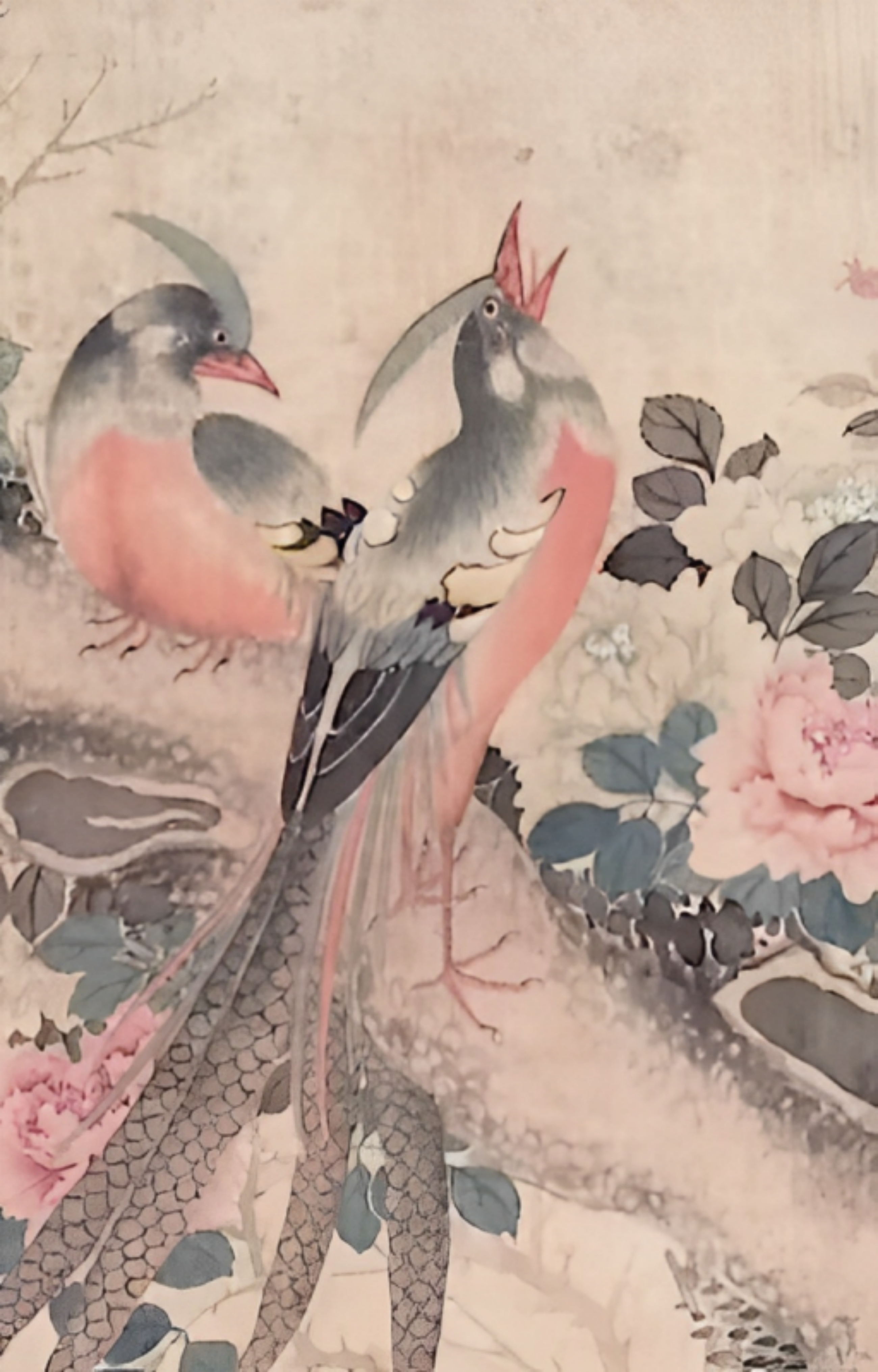
工筆畫風格的雙鳥啼鳴紋
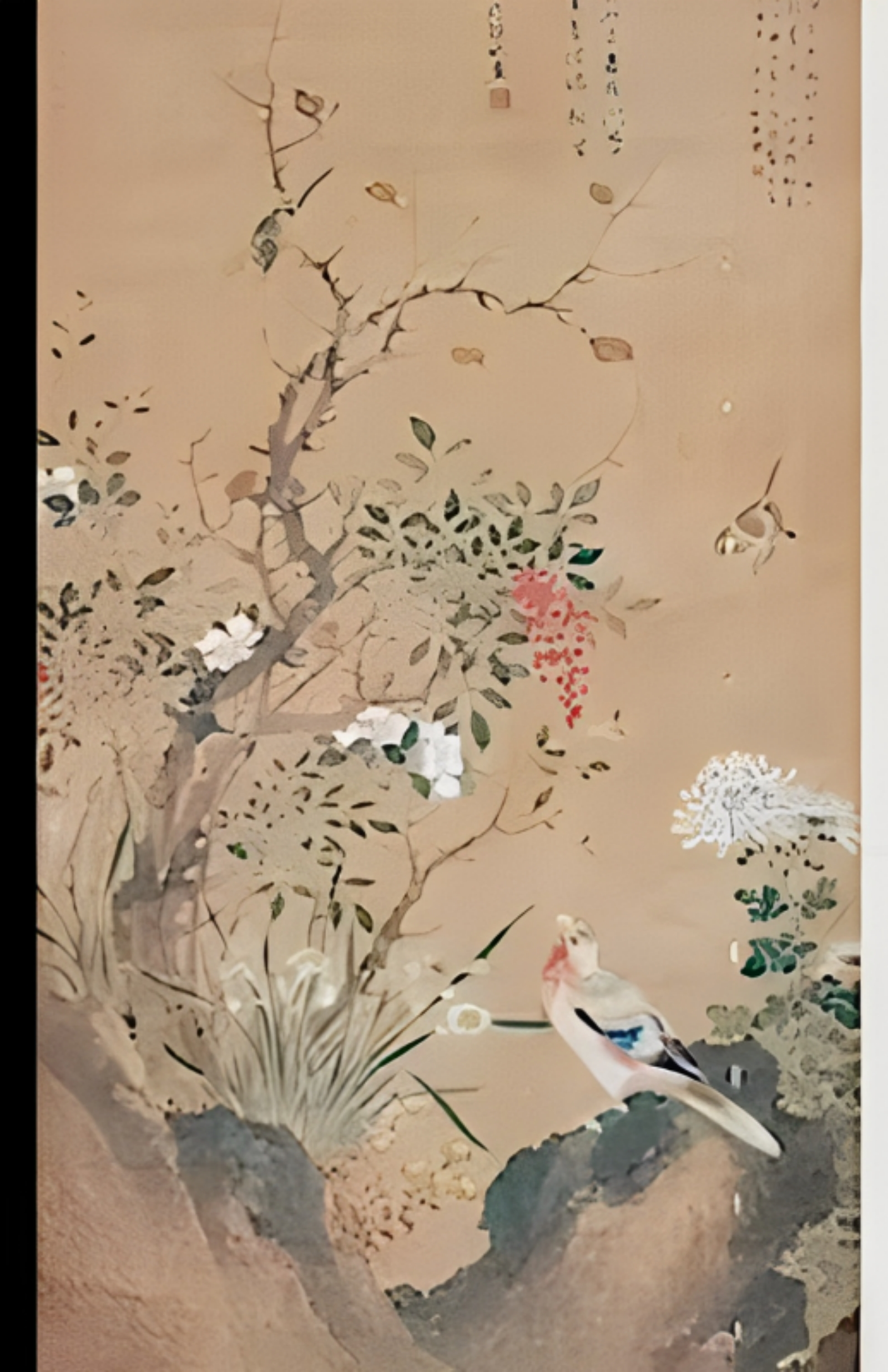
工筆畫風格的禽鳥樹枝紋
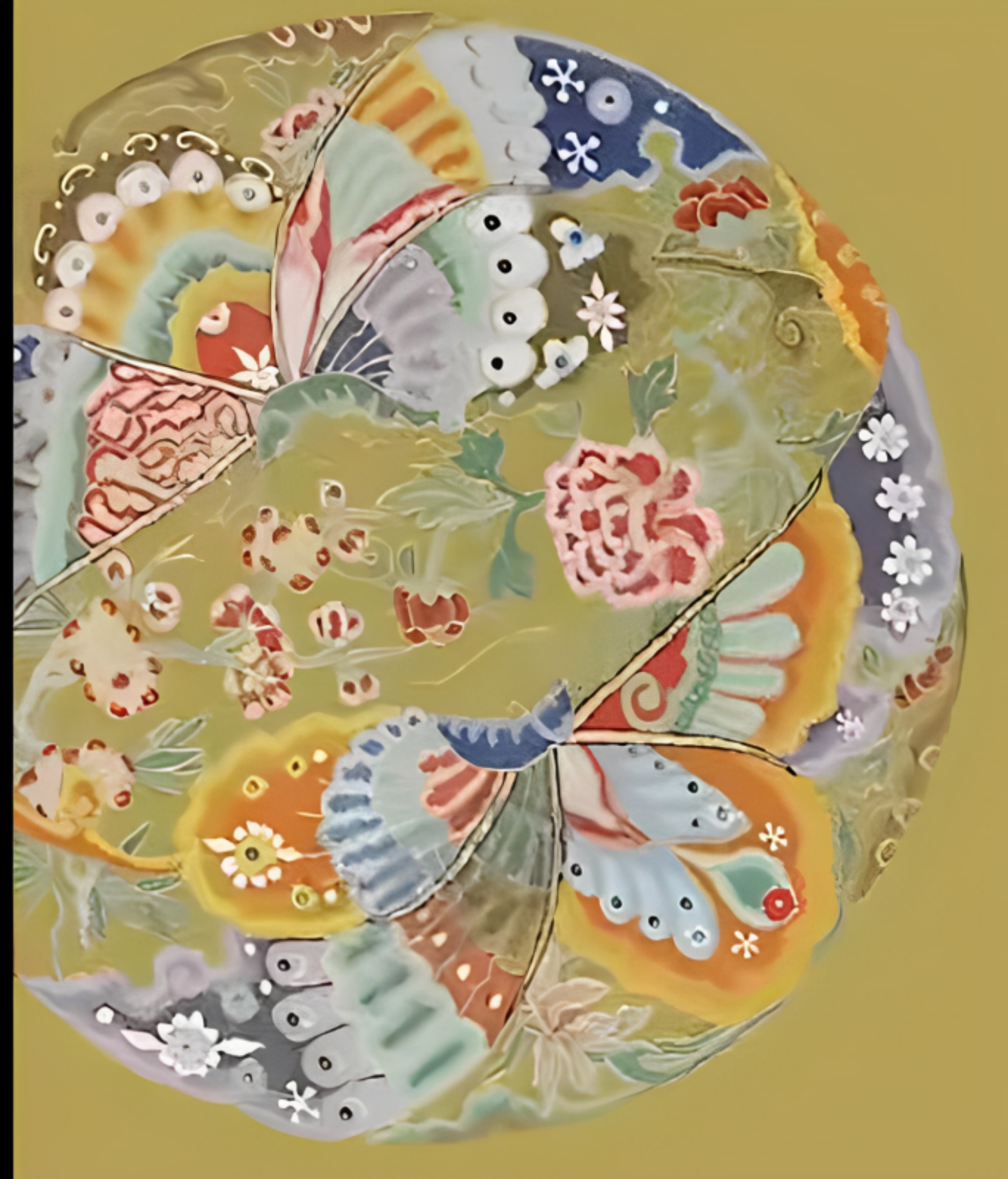
工筆畫風格的蝴蝶團紋
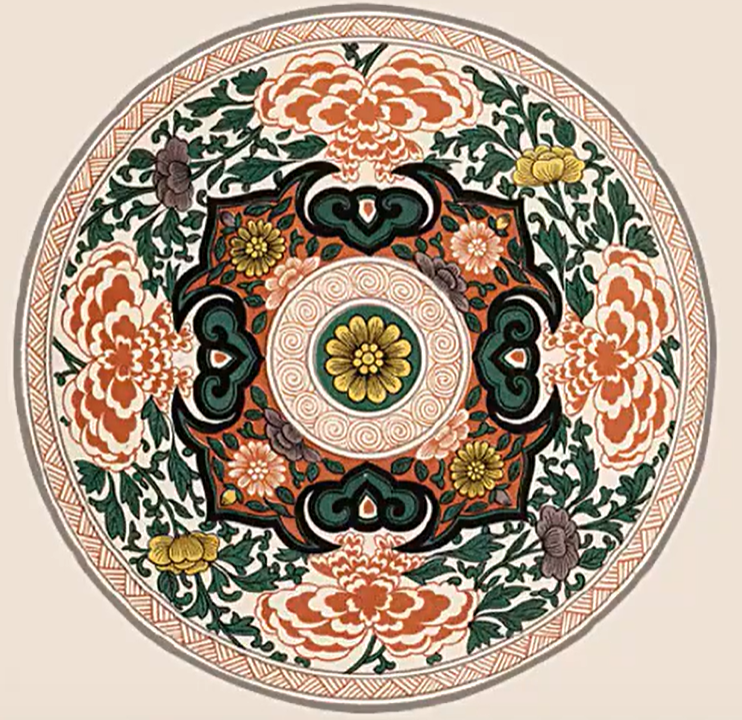
客家風格的四方牡丹紋
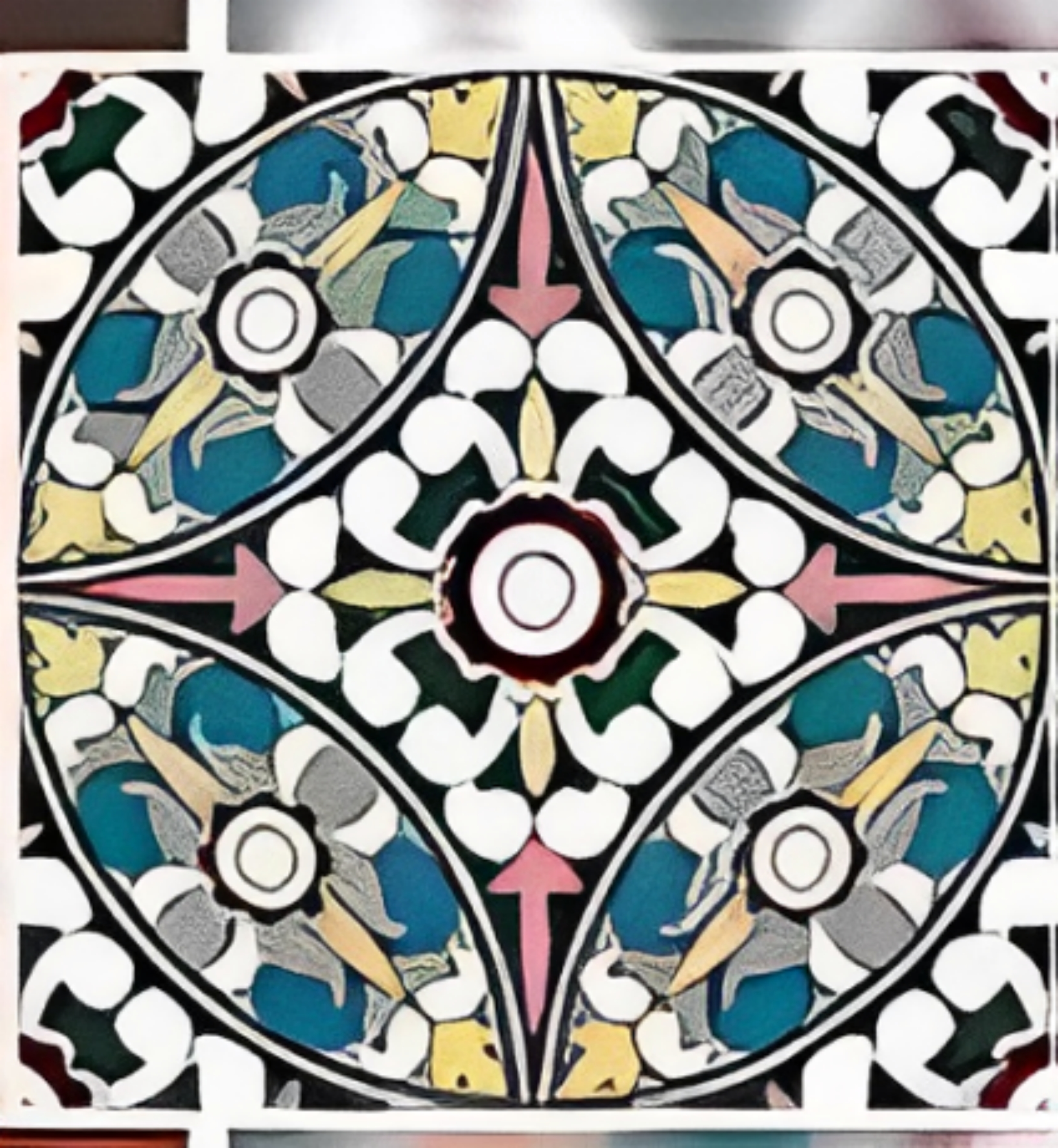
原住民風格的紋樣1（部落紋）
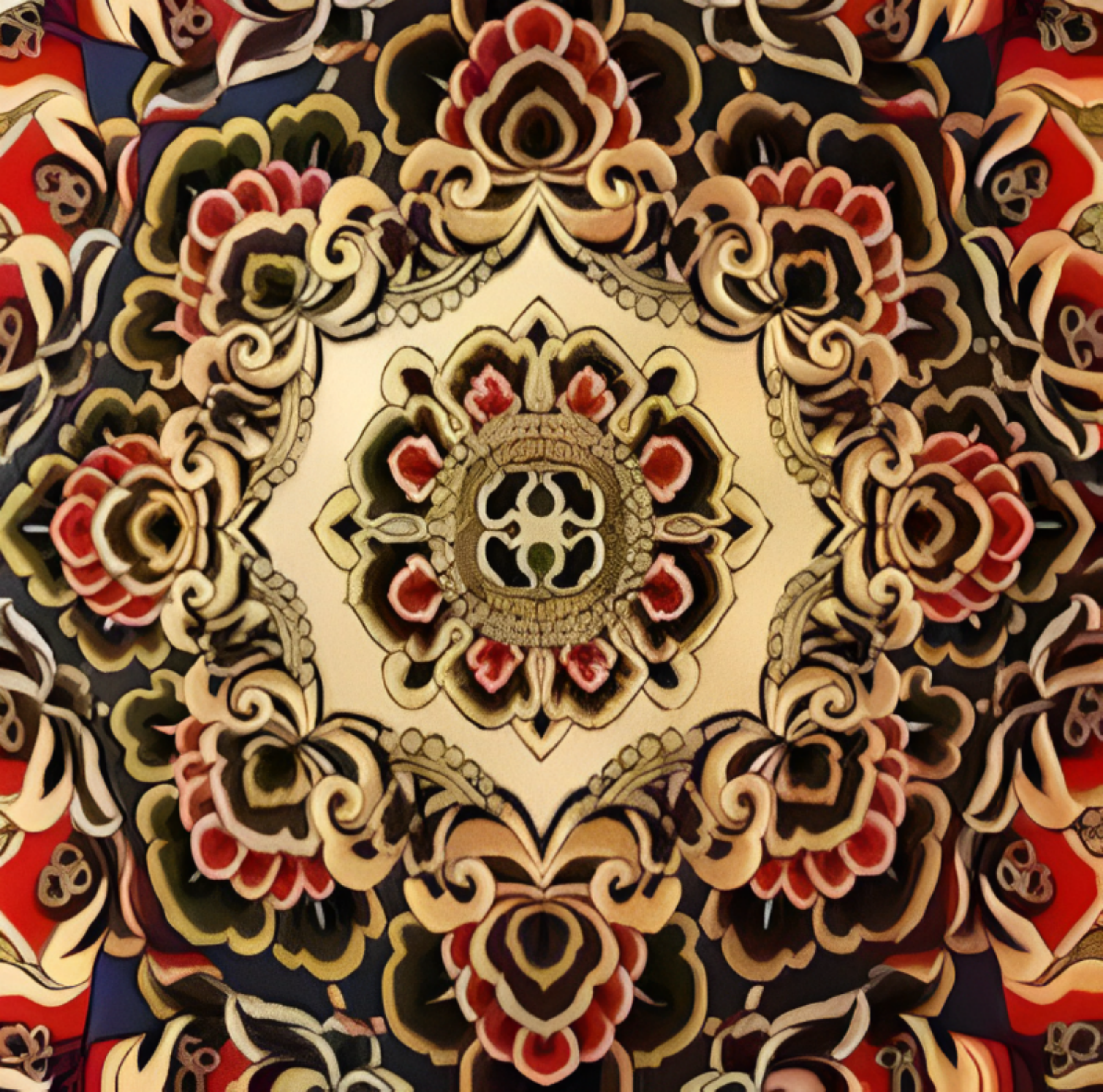
原住民風格的紋樣2（倣唐紅寶石紋）
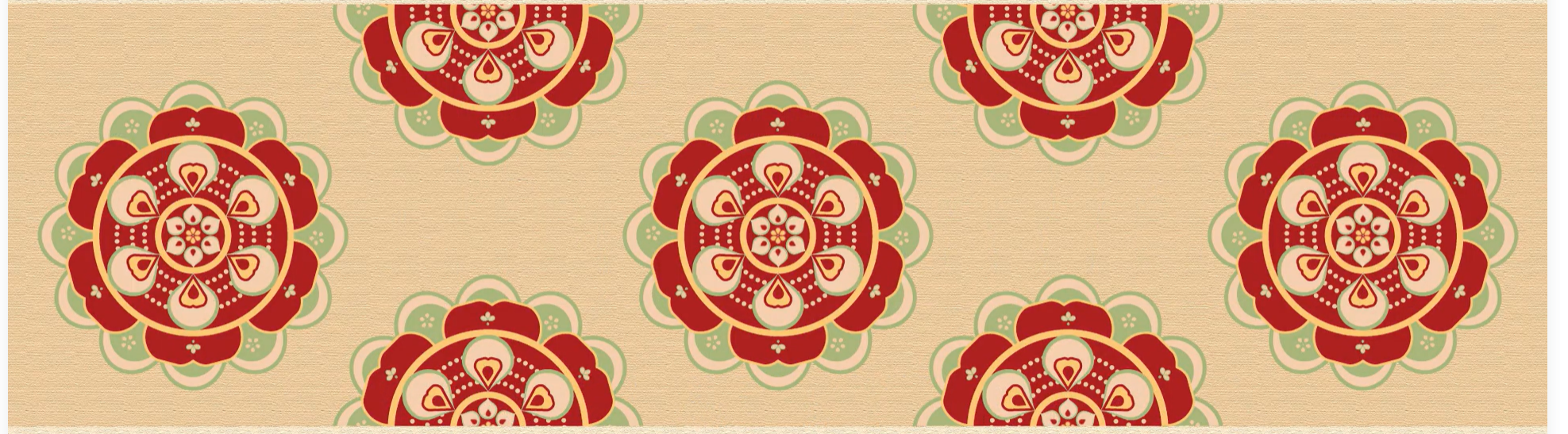
原住民風格的紋樣3（倣日雪輪紋）
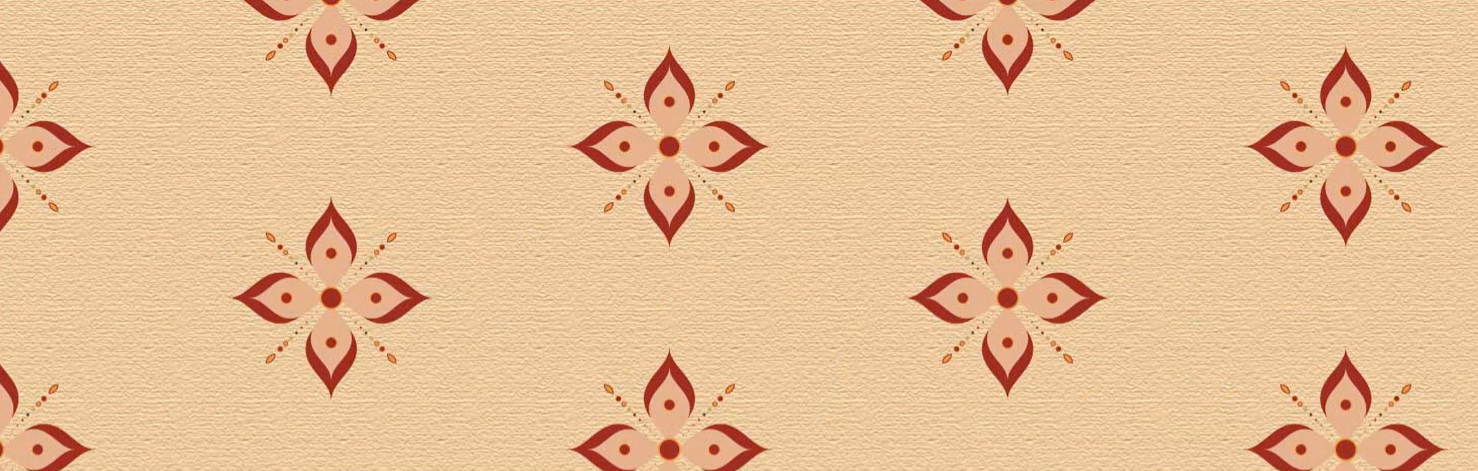
原住民風格的紋樣4（倣日正四菱紋）
明朝統治時代的樑柱彩繪紋
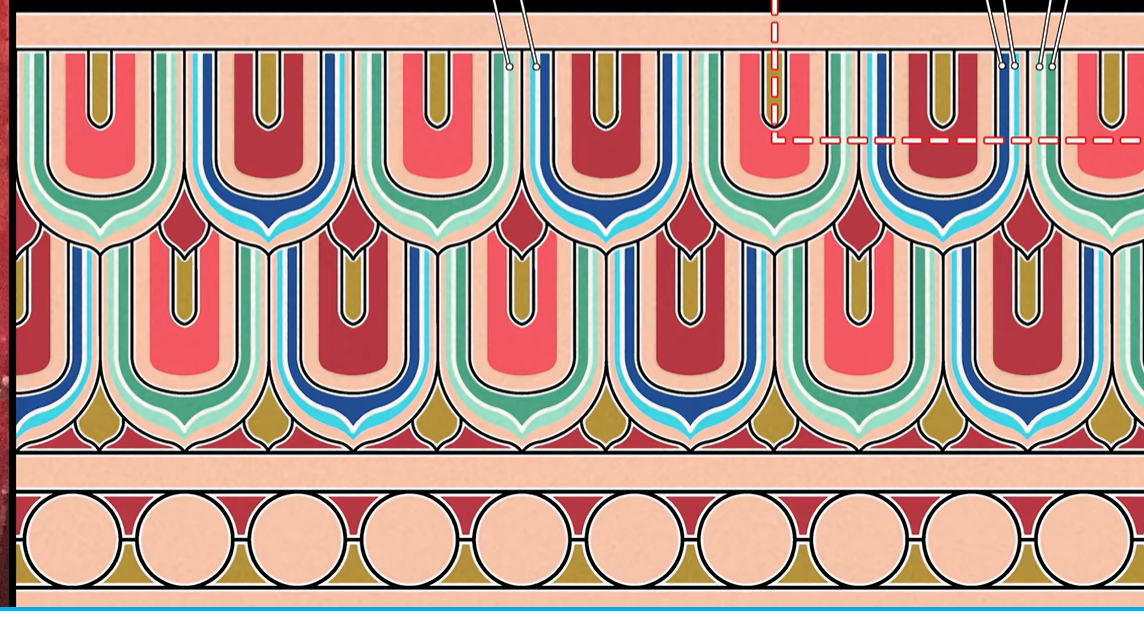
倣唐束蓮瓣紋
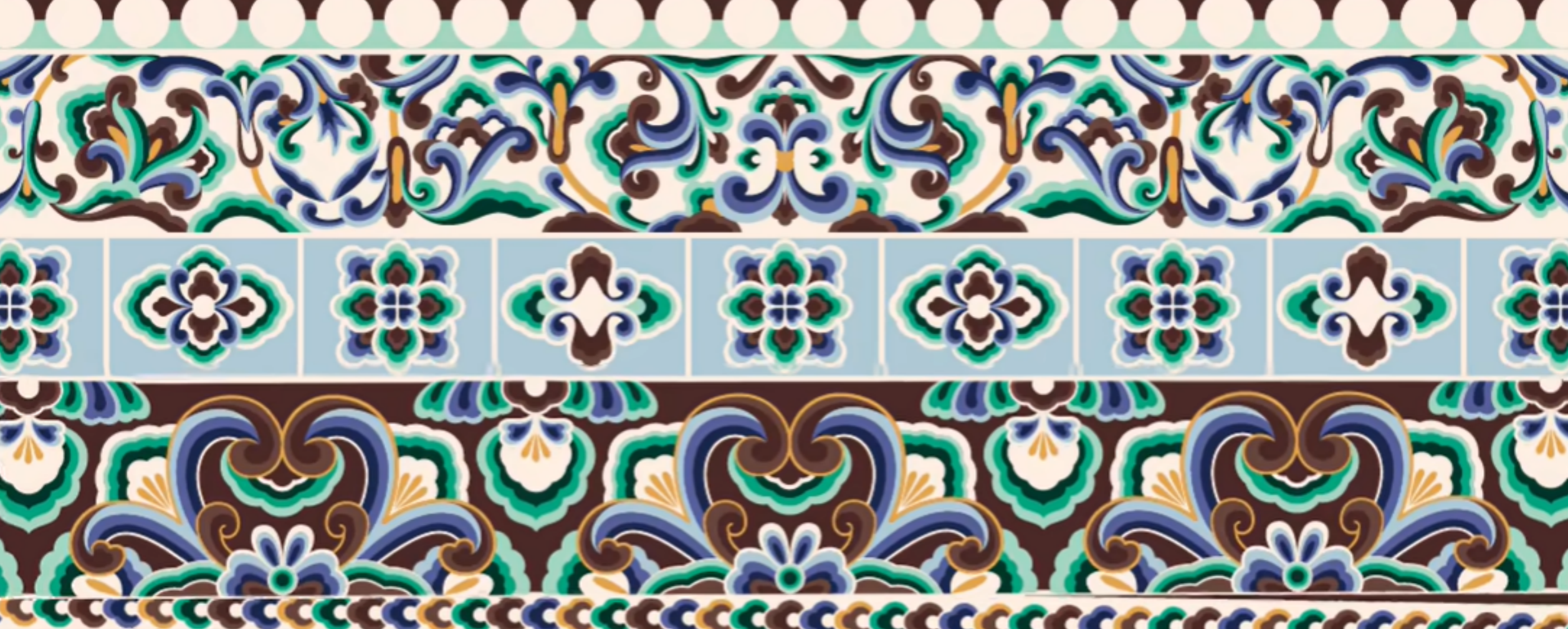
台灣原住民風格的豪華紋樣
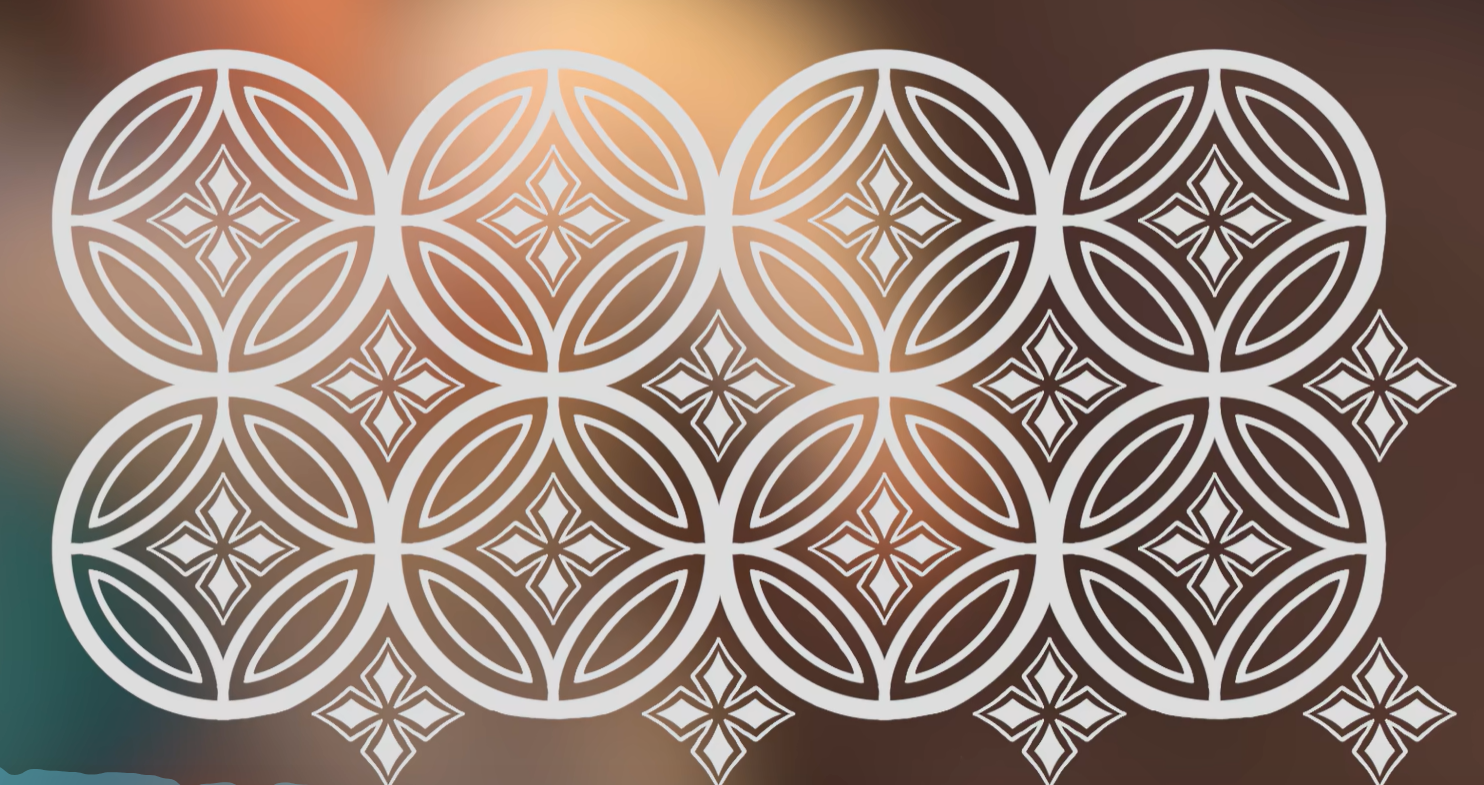
客家銅錢紋（交叉排列）
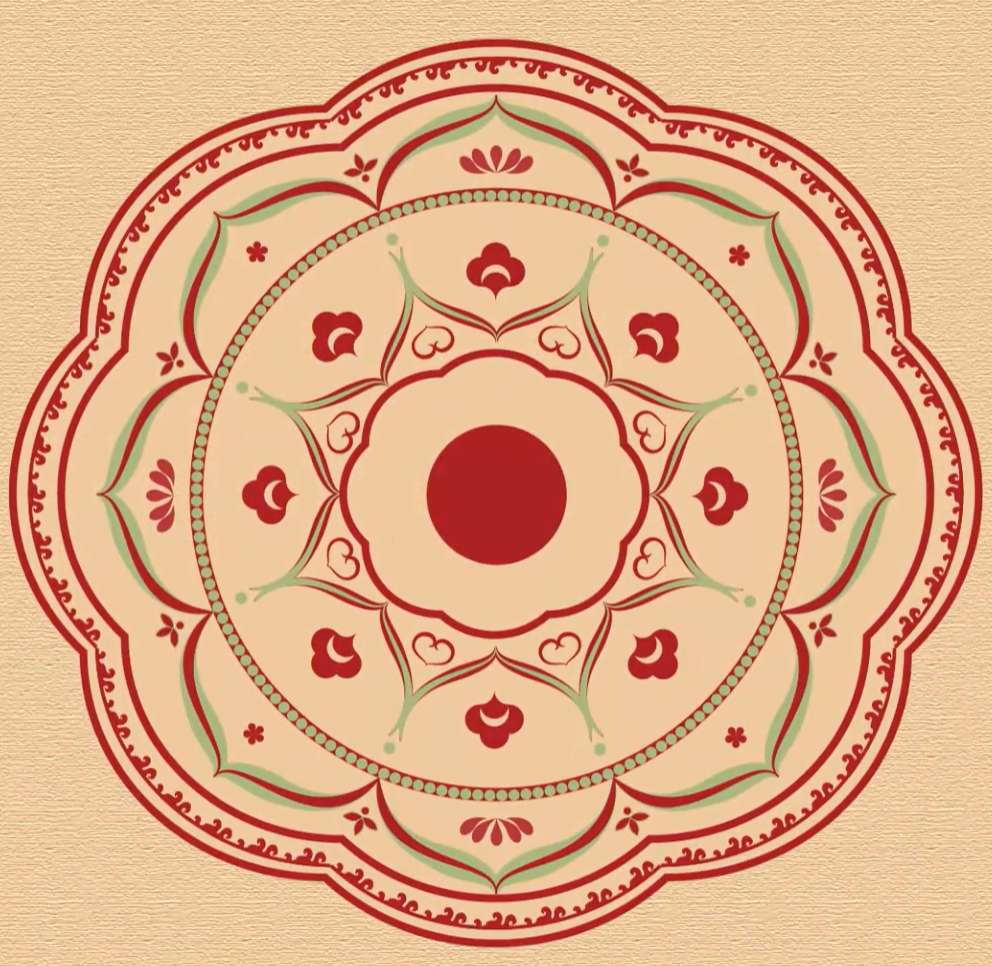
原住民與唐朝混合紋樣1
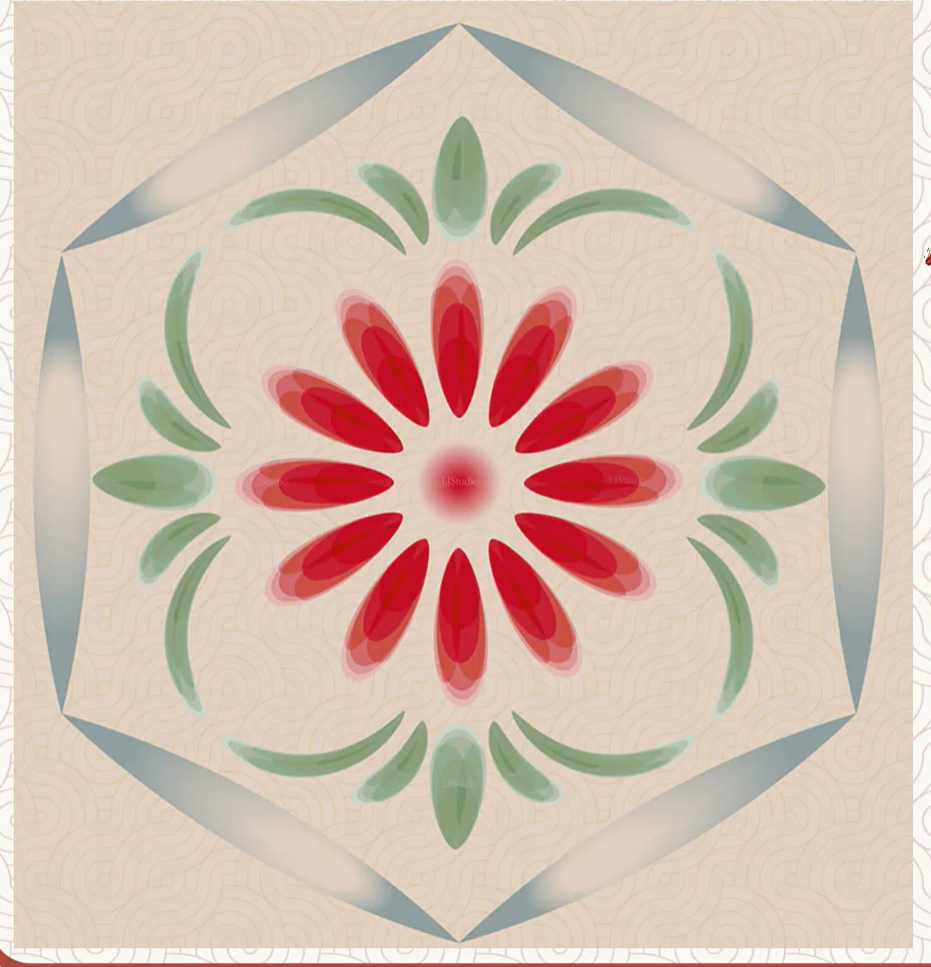
原住民與唐朝混合紋樣2
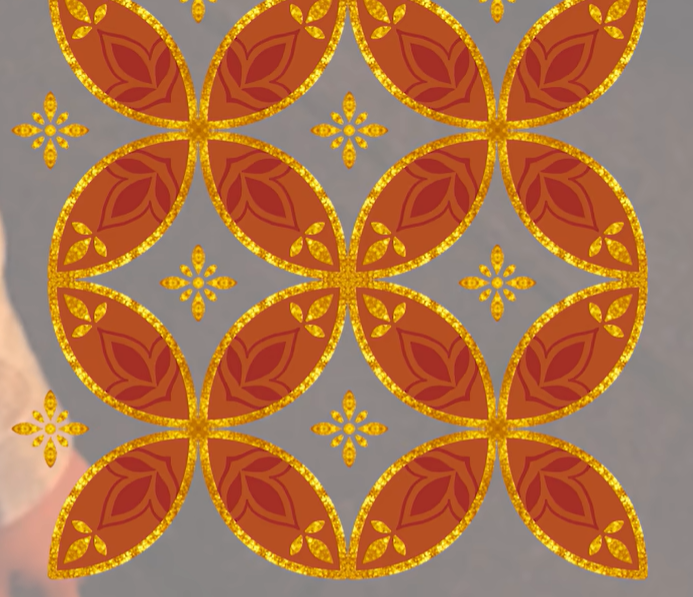
客家銅錢紋（斷裂排列）
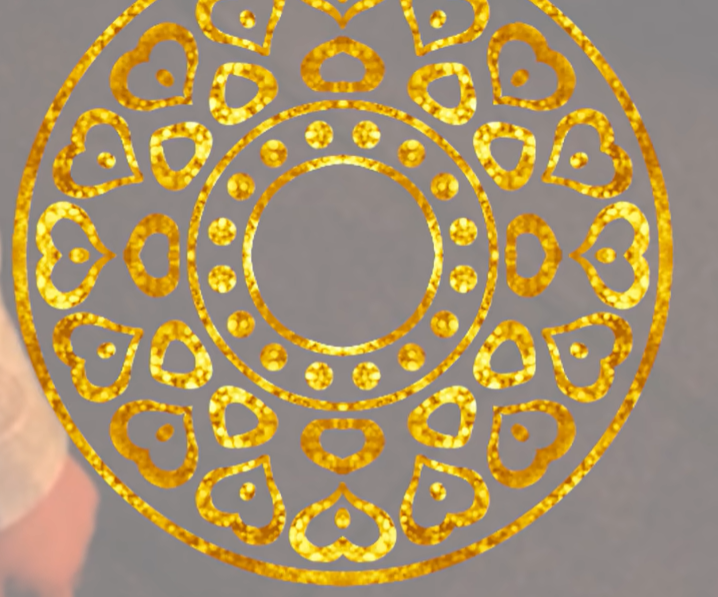
客家與原住民結合風格紋樣
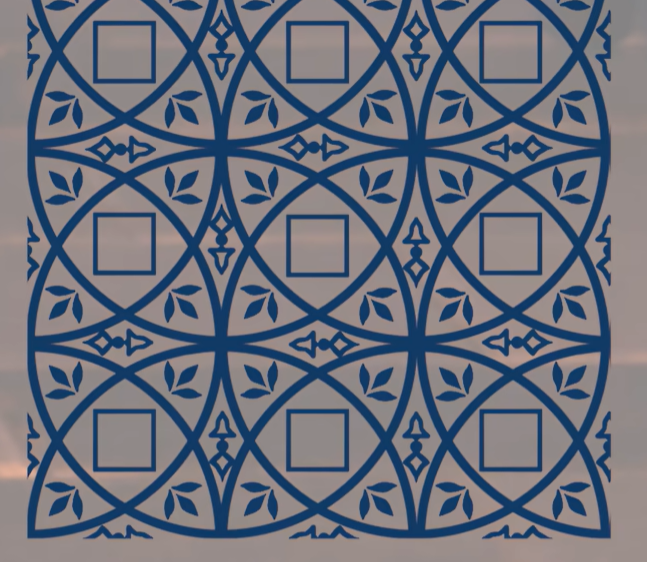
客家銅錢紋（西洋與日本混合風格）
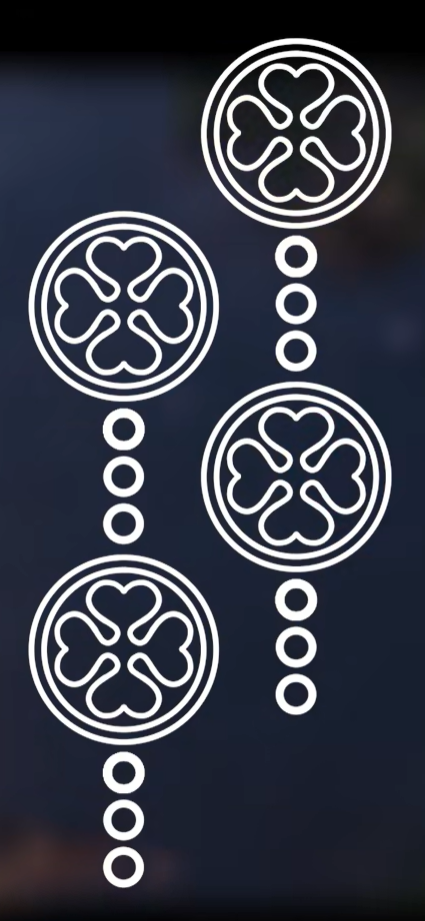
客家銅錢紋（豎排）
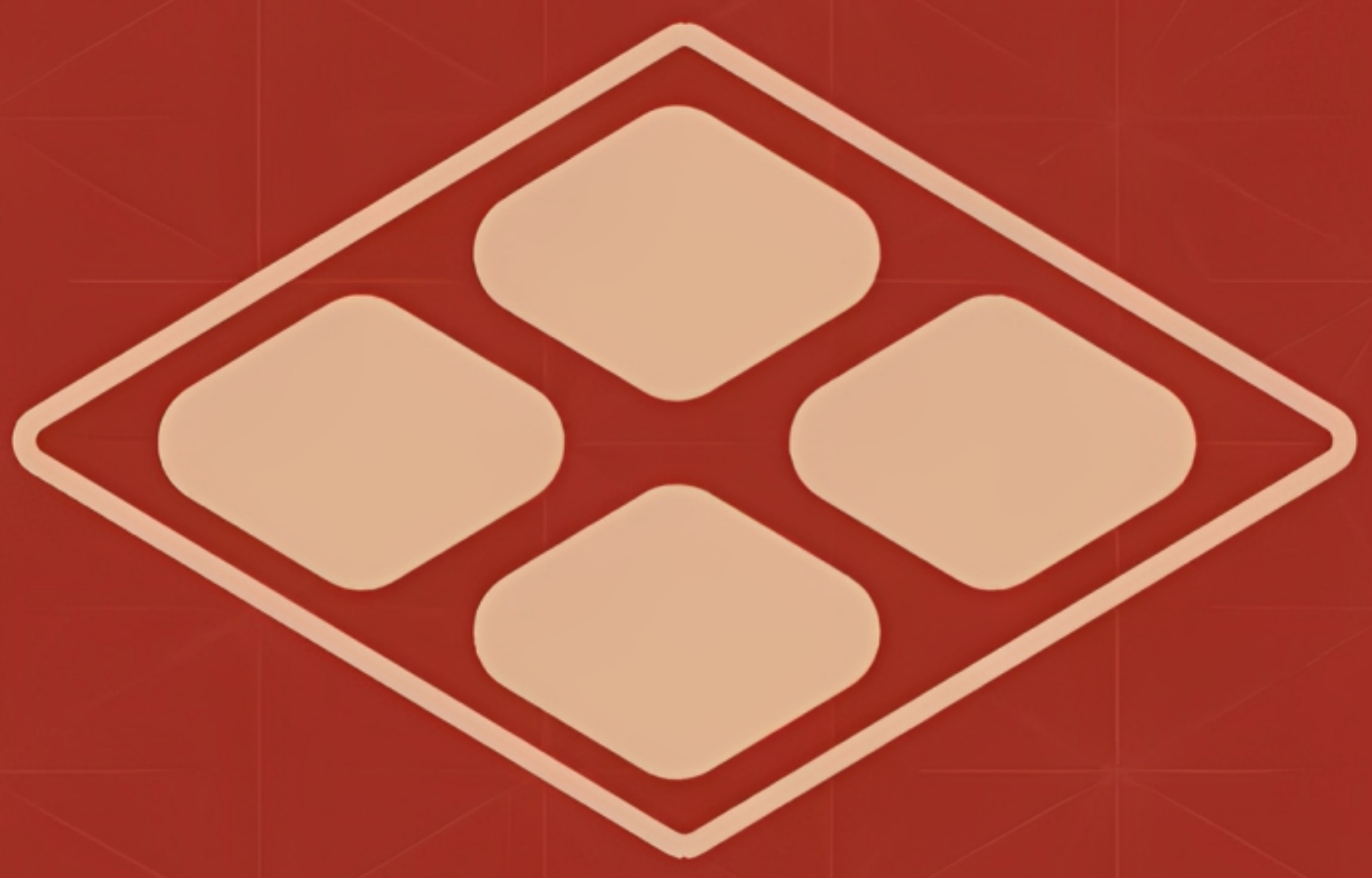
台式古早玩具紋樣（扁四菱，唐朝混日本風格1）
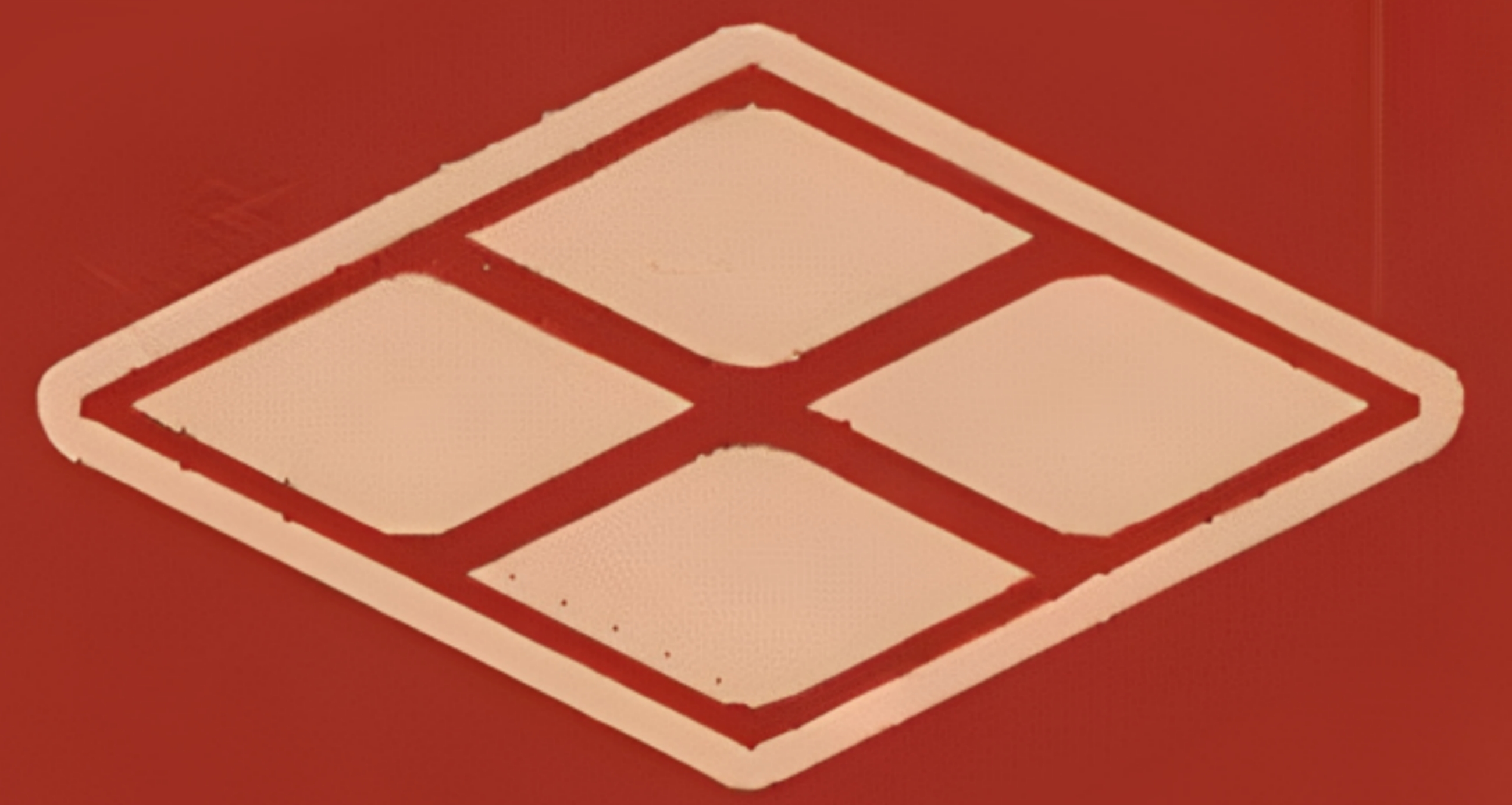
台式古早玩具紋樣（扁四菱，唐朝混日本風格2）